# Xingood
Xingood este un oraș din regiunea Mudug, Somalia. Se află la 143 m deasupra nivelului mării.